# Астахов, Иван Михайлович
Ива́н Миха́йлович Аста́хов (15 мая 1921 года — 7 февраля 1944 года) — военный лётчик, командир эскадрильи 49-го истребительного авиационного полка (309-я истребительная авиационная дивизия, 1-я воздушная армия, Западный фронт), капитан, Герой Советского Союза (посмертно).
Совершил 283 боевых вылета, участвовал в 63 воздушных боях, лично сбив 12 самолётов противника и 7 — в составе группы. В своём последнем бою совершил таран самолета противника, погиб.

## Биография

### Ранние годы
Родился 15 мая 1921 года в селе Беломестное ныне Новомосковского района Тульской области в крестьянской семье. Рано потерял родителей. Жил и воспитывался у брата, в городе Люблино (ныне район Москвы), потом на Кадашёвской набережной в центре Москвы. Окончил 7 классов неполной средней школы № 487, люблинский аэроклуб.
В Красной Армии с 1939 года. Окончил 2-ю Борисоглебскую военную авиационную школу лётчиков им. Чкалова и получил звание младшего лейтенанта.

### В годы Великой Отечественной войны
Участник Великой Отечественной войны с июня 1941 года. Воевал на И-16, ЛаГГ-3, Ла-5 и Ла-5ФН.
21 апреля 1942 года пилот истребителя 168-го смешанного авиационного полка лейтенант И. М. Астахов в составе звена шёл на задание, когда рядом показалась группа из 20-ти бомбардировщиков и истребителей противника. Навязав ей воздушный бой, звено истребителей сбило 2 самолёта противника, остальные ушли на свою территорию, сбросив бомбовый груз беспорядочно на поле и, таким образом, не причинив никакого ущерба советским войскам.
К 8 июля 1942 года на боевом счету лейтенанта И. М. Астахова было 5 самолётов противника, сбитых в группе. Из 109-ти вылетов — 19 разведывательных. По оценке командира полка подполковника С. Д. Ярославцева, «товарищ Астахов… своими боевыми делами завоевал авторитет и уважение как хороший лётчик-истребитель, разведчик и штурмовик. В боях с германским фашизмом проявляет мужество и отвагу. В неоднократных боях с противником он показал себя смелым воздушным бойцом, дерзким, решительным истребителем. В бою имеет хорошее чувство взаимопомощи к товарищам.» 16 июля был представлен командование полка к ордену Красного Знамени, но был награждён орденом Красной Звезды (17 августа 1942).
Член ВКП(б) с 1942 года. С декабря 1942 года старший лейтенант И. М. Астахов — заместитель командира эскадрильи 49-го истребительного авиационного полка. К 20 июля 1943 года произвёл более 200 вылетов на разведку, фотографирование переднего края обороны противника, аэродромов и войск. В групповых боях сбил 7 самолётов противника. За 6 воздушных боёв в составе 49-го истребительного авиационного полка лично сбил ФВ-190 (что подтверждается экипажами истребителей и штурмовиков). Только за период с 11 по 20 июля совершил 20 боевых вылетов. По оценке командира полка подполковника Сорокина, «в воздушных боях дерётся храбро и мужественно, показывая пример мужества и отваги молодому лётному составу.» 20 июля был представлен командованием полка к ордену Красного Знамени «за отвагу и мужество, проявленное в боях с немецкими оккупантами» (награждён 23 июля 1943).
После награждения орденом Красного Знамени в августе 1943 года И. М. Астахов выполнял в день по 3-4 боевых вылета, совершив в общей сложности 64 вылета на сопровождение штурмовиков и бомбардировщиков, приняв участие в 13 воздушных боях, в которых лично сбил 5 самолётов противника (за что 20 октября 1943 награждён орденом Отечественной войны I степени). За весь период пребывания в 49-м истребительном авиационном полку принял участие в Орловской, Курской и Смоленской операциях, совершил 118 боевых вылетов.
К февралю 1944 года командир эскадрильи 49-го истребительного авиационного полка капитан И. М. Астахов совершил 283 боевых вылета (45 — на фотографирование переднего края обороны, 112 — на разведку войск и коммуникаций противника, 21 — на прикрытие аэроузлов, 77 — на сопровождение бомбардировщиков и штурмовиков и 28 — на прикрытие своих войск над полем боя). Участвуя в 63 воздушных боях, лично сбил 12 самолётов противника и 7 в составе группы (все подтверждены наземным командованием).
7 февраля 1944 года в районе города Рудня Смоленской области, на Ла-5ФН, в паре со своим ведомым, лейтенантом А. А. Гулий, вступил в бой с превосходящими силами противника. Сбил истребитель Fw-190. Когда не стало шанса уйти от 8-ми истребителей противника, прикрывая подбитого ведомого, совершил таран ещё одного самолета противника. Погибли оба.
Указом Президиума Верховного Совета СССР от 1 июля 1944 года за мужество и отвагу, проявленные в боях с врагами, капитану Астахову Ивану Михайловичу присвоено звание Героя Советского Союза, посмертно.
Был похоронен 3 марта 1944 года у деревни Переволочье Руднянского района Смоленской области, после войны перезахоронен в Рудне, в братской могиле, организованной к очередному Дню Победы.

## Память

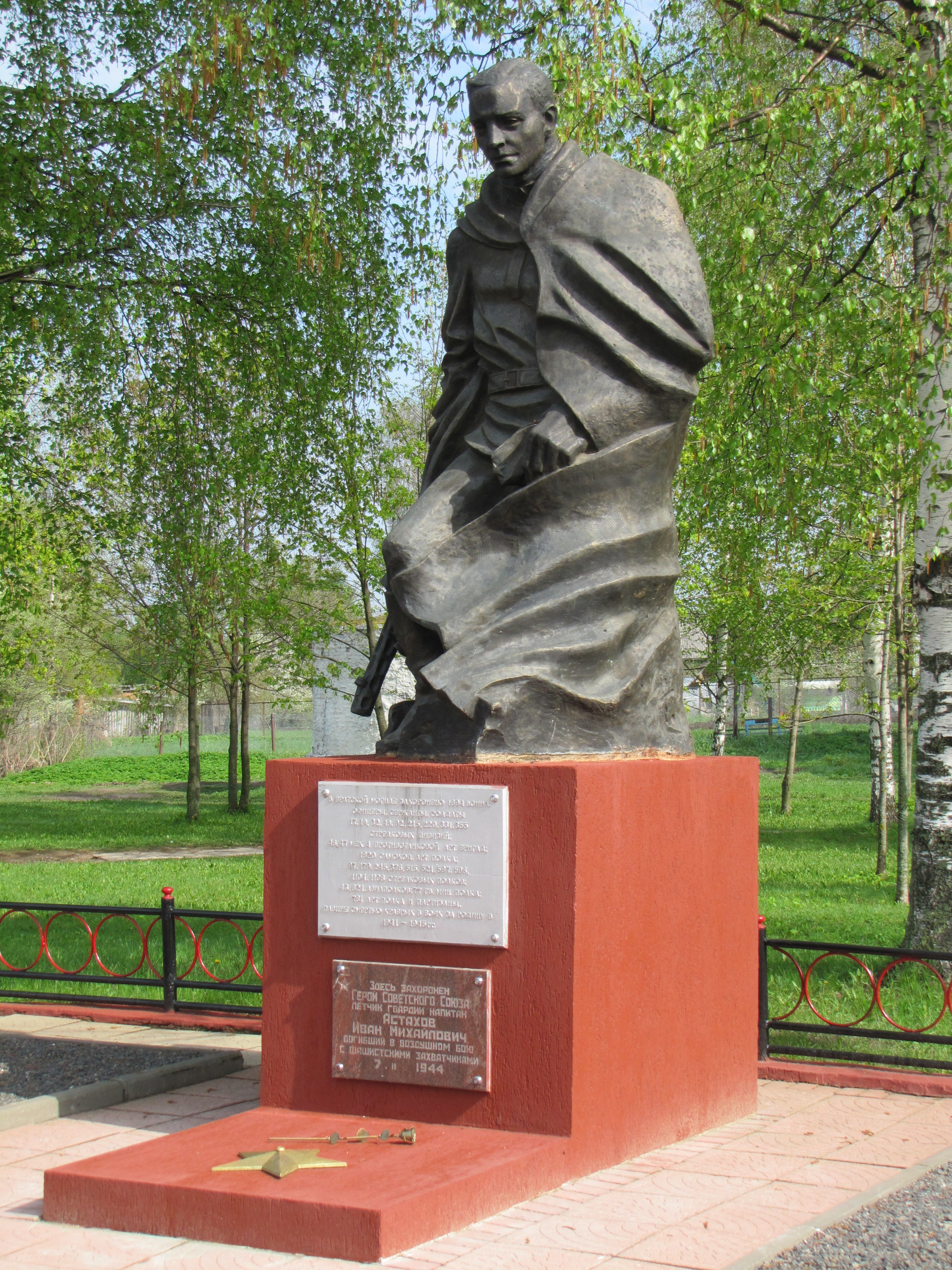
Надгробный памятник в Рудне.

Именем Астахова И. М. назван дом культуры в районе Люблино. В музее школы № 487 в Москве хранятся различные экспонаты, рассказывающие о жизни и подвигах Астахова И. М.

## Награды
- Медаль «Золотая звезда» Героя Советского Союза (1 июля 1944, посмертно)
- Орден Ленина (1 июля 1944, посмертно)
- Орден Красного Знамени (23 июля 1943)
- Орден Отечественной войны I степени (20 октября 1943)
- Орден Красной Звезды (17 августа 1942)
- медали.